# منطقه یکم دریایی صاحب‌الزمان ندسا

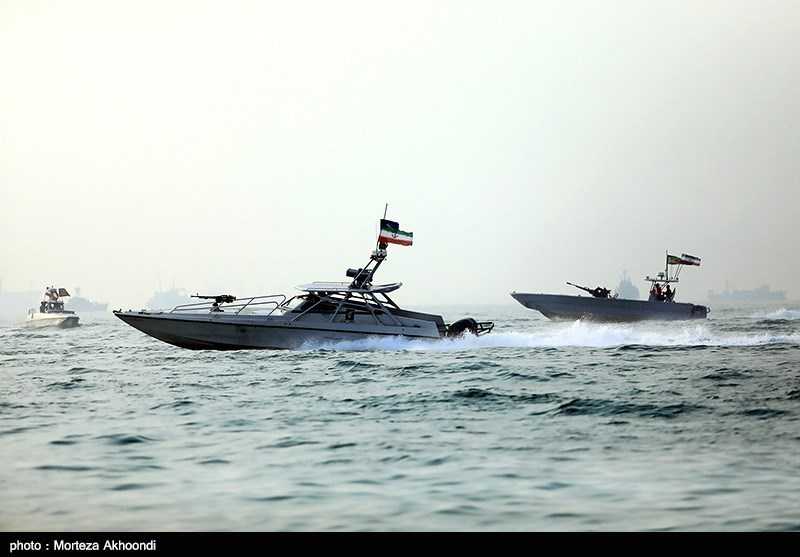
قایق‌های تندرو منطقه یکم دریایی ندسا در حال اجرای رزمایش به‌مناسبت سالگرد جنگ ایران و عراق در سال ۱۳۹۸

منطقهٔ یکم دریایی صاحب‌الزمان یکی از مناطق پنج‌گانهٔ دریایی سپاه پاسداران انقلاب اسلامی است که زیر نظر نیروی دریایی و قرارگاه دریایی خاتم‌الانبیای ۲ سپاه فعالیت می‌کند. مرکز فرماندهی این منطقه در بندرعباس مستقر است و نزدیک‌ترین منطقهٔ دریایی سپاه به تنگهٔ هرمز محسوب می‌شود. این منطقه وظیفهٔ انجام عملیات‌های آفندی و پدافندی در محدودهٔ تنگهٔ هرمز را بر عهده دارد. دریادار دوم پاسدار عباس غلامشاهی فرمانده کنونی منطقهٔ یکم دریایی صاحب‌الزمان است.